# Indigofera damarana
Indigofera damarana är en ärtväxtart som beskrevs av Hermann Merxmüller och Annelis Schreiber. Indigofera damarana ingår i släktet indigosläktet, och familjen ärtväxter. Inga underarter finns listade i Catalogue of Life.